# Koki Maezawa
Koki Maezawa (前澤 甲気 Maezawa Koki?, nacido el 21 de marzo de 1993 en Shizuoka) es un futbolista japonés que se desempeña como centrocampista.

## Trayectoria

### Clubes
| Club              | País  | Año         |
| ----------------- | ----- | ----------- |
| Sony Sendai FC    | Japón | 2015 - 2016 |
| Azul Claro Numazu | Japón | 2017 -      |

## Estadística de carrera

### J. League
| Club              | Año   | J. League | J. League | Copa J. League | Copa J. League | Total | Total |
| Club              | Año   | Part.     | Goles     | Part.          | Goles          | Part. | Goles |
| ----------------- | ----- | --------- | --------- | -------------- | -------------- | ----- | ----- |
| Azul Claro Numazu | 2017  | 19        | 2         | -              | -              | 19    | 2     |
| Total             | Total | 19        | 2         | 0              | 0              | 19    | 2     |